# Uberabasuchus
Uberabasuchus is een geslacht van uitgestorven Crocodylomorpha. Hij was een landkrokodil en joeg op een andere manier dan de hedendaagse krokodillen. Het was een dier met lange poten dat het formaat had van een siberische tijger. Hij joeg vermoedelijk op jonge en misschien zelfs volwassen dinosauriërs. Uberabasuchus is vernoemd naar het gebied waar hij gevonden is. Een langnekkige dinosauriër, Uberabatitan, is ook naar dit gebied vernoemd. Uberabasuchus was lid van de groep Neosuchia, waarin ook andere langpotige, robuuste en angstaanjagende krokodilachtigen zaten. Nauwe verwanten van de Uberabasuchus waren Mahajangasuchus, Kaprosuchus, Peirosaurus en Montealtosuchus. In hetzelfde gebied als Uberabasuchus leefde ook twee krokodilachtigen die zeer veel op Uberabasuchus leken, maar niet nauw verwant waren: de Baurusuchus en de Stratiotosuchus. Uberabasuchus leefde in Brazilië in het begin van het Laat-Krijt samen met dinosauriërs als Uberabatitan, Antarctosaurus, Trigonosaurus, Gondwanatitan, Baurutitan, Santanaraptor, Mirschia, Pycnonemosaurus en Irritator, de plesiosauriër Aristonectes, verschillende soorten pterosauriërs en andere krokodilachtigen als Baurusuchus, Stratiosuchus en Montealtosuchus.